# فردیناند زاوئربروخ
اِرنْست فردیناند زاوئربروخ (۳ ژوئیه ۱۸۷۵ – ۲ ژوئیه ۱۹۵۱) یک جراح آلمانی چیره‌دست بود که همواره ابهاماتی دربارهٔ ارتباطِ وی با حزبِ نازی وجود داشت. ذبیح‌الله منصوری، اقتباسی آزاد از سرگذشتِ وی را به‌زبانِ فارسی منتشر کرده‌است.

## زندگی و فعالیت‌ها
وی در ووپرتال آلمان به‌دنیا آمد. تحصیل پزشکی را از دانشگاه ماربورگ آغاز کرد و در سال ۱۹۰۲ میلادی از دانشگاه لایپزیک فارغ‌التحصیل شد. در سال ۱۹۰۳ به وروتسواف رفت.

### ماساژ قلب
در سال ۱۹۰۴ و در همان‌جا روش فشار قفسه سینه زائربروخ را گسترش داد. این حرکت نوعی ماساژ است که در جراحی باز قفسه سینه استفاده می‌شود و هنگامیکه قلب از کار بازایستاده است با فشار دستِ جراح، دوباره شروع به تپیدن می‌کند. این کشفِ او، کمکی بزرگ به درمان قفسه سینه و عمل قلب بود و خطرات این عمل‌ها را بسیار کاهش می‌داد.همچنین او اولین شخصی بود که عمل جراحی روی قلب را با موفقیت به انجام رساند.

### جنگ جهانی اول
در طی جنگ جهانی اول، به‌عنوان پزشک جنگ چندین روش تازه در ساخت اندام مصنوعی را گسترش داد که برای نخستین بار مجروحان را قادر می‌ساخت تا بتوانند حرکاتی ابتدایی را با باقی‌مانده اعضای قطع شدهٔ خود انجام دهند.

### دولتِ نازی
از سال ۱۹۱۸ تا ۱۹۲۷ در دانشگاه لودویگ ماکسیمیلیان مونیخ بر روی تکنیک‌های جراحی و رژیم‌های غذایی برای بیماری سل تحقیق می‌کرد. از ۱۹۲۸ تا ۱۹۴۹ رئیسِ دپارتمانِ جراحی در دانشگاه چریتی برلین بود و توانست با ابتکاراتِ جراحی به شهرتی بین‌المللی دست یابد. پیش از جنگ جهانی دوم نیز دولتِ نازی، جایزه ملی دانش و هنر آلمان را به وی اهدا کرد.

## رابطه زائربروخ با حزب نازی
موضع زائربروخ نسبت به دولت نازی شک‌برانگیز و مورد بحث است. در آن هنگام وی به‌شکل مستقیم با اعضا ارشد سیاسی در ارتباط بود اما هرگز هم در آن حزب عضویت نیافت و از آن پشتیبانی سیاسی نکرد. به‌هرحال، وی ملی‌گرای پرشوری بود که از معاهده ورسای سرخورده بود و می‌خواست کشورش را به‌عنوان کشوری توسعه یافته و پیشرفته بنمایاند.
در سال ۱۹۳۷ در انجمن تحقیق رایش (Reichsforschungsrat) عضویت یافت که بر روی پروژه‌های اس اس هم تحقیق می‌کرد. تحقیقاتی که شامل آزمایش‌هایی بر روی اسیران بازداشتگاهای جنگی نیز می‌شد. البته پس از تحقیقات بسیار مشخص شد که تحقیقات وی در ارتباط با آزمایش بر روی اسیران نبوده‌است. وی در سال ۱۹۴۲ جراح عمومی جنگ شد و تا پایان دوران جنگ در پست خود باقی ماند.

## دوران اُفول
بنا به گفتهٔ ذبیح‌الله منصوری در کتابِ جراح دیوانه، زاوئربروخ در اواخر زندگی مبتلا به فراموشی موقتی می‌شد و گاهی در حین عمل، جراحی‌های مرگبار بر روی بیماران انجام می‌داد. به همین دلیل و به‌تدریج مقام خود را در دانشگاه چریتی برلین به دلیل عمل‌های جراحی نامطمئن بر روی بیماران از دست داد.

## مرگ
زائربروخ در ۲ ژوئیه ۱۹۵۱ در برلین و در سن ۷۵ سالگی در گذشت. در سال ۱۹۵۴ در آلمان از زندگی وی و بر اساس خاطراتش فیلمی از زندگی او ساخته شد. یک دبیرستان نیز در گرسروردورف به نام وی نامگذاری شد.یورگن توروالد شرح حالی از وی را با نام جراح دیوانه منتشر کرده‌است و ذبیح‌الله منصوری اقتباسی از این کتاب را به زبان پارسی منتشر کرده‌است.

## سرچشمه‌ها
1. ↑  Excerpt from the movie Die willkürlich bewegbare künstliche Hand (1937) by Sauerbruch
2. ↑  Dubious Role Models:Study Reveals Many German Schools Still Named After Nazis Jan Friedmann ۰۲/۰۴/۲۰۰۹ Spiegel Online